# 모사라베어
모사라베어(스페인어: mozárabe) 또는 안달루시아 로망스어는 이슬람 세력의 지배 하의 중세 이베리아 반도, 즉 알안달루스 지역에서 발전한 이베리아 로망스어를 말한다.

## 역사
8세기 초 우마이야 왕조의 히스파니아 정복 당시 이베리아 토착민의 절대다수는 민중 라틴어를 쓰고 있었는데, 이후 수 세기 간 이슬람 국가의 지배가 이어진 이베리아 남부에서는 모사라베어로 알려진 특유의 로망스어 변종이 발전하였다. 한편 새로 유입된 아랍어 또한 이슬람 개종자를 중심으로 점차 주요 언어로 자리잡기 시작했으며 이 역시 안달루시아 아랍어라는 특유의 방언으로 발전했다.
이슬람 통치 지역에서는 정치적으로 더 우월한 지위를 점한 아랍어의 사용이 계속 늘었고 이에 수반하여 로망스어-아랍어 이중 사용이 줄어들며 모사라베어는 쇠퇴하였다. 한편 같은 시기에 북부의 기독교 왕국들이 꾸준히 남부로 확장하며 이 국가들의 로망스어(특히 카스티야어)가 모사라베어와 아랍어를 대체해 나갔다. 결국 레콩키스타가 완료되기도 전인 약 14세기까지는 모사라베어가 이미 사멸한 것으로 추정되며, 이베리아의 마지막 이슬람 세력인 그라나다 토후국에서는  로망스계 언어가 아닌 아랍어나 베르베르어가 쓰이고 있었다.

## 사용
모사라베어는 모사라베(알안달루스에서 딤미로 살던 기독교도), 물라디(이슬람으로 개종한 토착민), 유대인이 주로 사용했으며 드물게 아랍인과 베르베르인 지배층도 사용했다. 그러나 시간이 지나면서 기독교도인 모사라베 사이에서도 아랍어가 주요 언어로 자리잡게 되었다.
명백히 보이는 아랍어의 영향 외에도, 로마 이전 기층언어의 잔재가 있고 일부 학자들은 초기 모사라베어가 베르베르인 지배층에 의해 아프리카 로망스어의 영향도 받았을 가능성을 제기한다.

## 기록
표준 문자 체계는 없었으며, 초기에는 라틴 문자 표기가 일부 있으나 나중에는 주로 아랍 문자로, 그리고 드물게 히브리 문자로 표기되었다. 대부분의 자료는 모사라베어로 기록된 노래인 무와시샤(muwashshah)이다.

### 간단한 문서 (11세기)
| 모사라베어:                                                                                                 | 스페인어: | 포르투갈어: | 영어: | 한국어 번역: |
| Mio sîdî ïbrâhîm yâ tú uemme dolge fente mib de nohte in non si non keris irey-me tib gari-me a ob legar-te | Mi señor Ibrahim, ¡oh tú, hombre dulce! vente a mí de noche. Si no, si no quieres, iréme a ti, dime a dónde encontrarte. | Meu senhor Ibrâhim, ó tu, homem doce! vem a mim de noite. Senão, se não queres, ir-me-ei a ti, diz-me onde te encontro. | My lord Ibrahim oh you sweet man Come to me at night. If not, if you don't want to, I will go to you, tell me where to meet you. |              |

## 같이 보기
- 모사라베
- 알하미아도(aljamiado)
- 라디노어